# 鈴木俊雄 (実業家)
鈴木 俊雄（すずき としお、1908年（明治41年）3月3日 - 2000年（平成12年）6月8日）は、日本の実業家。日本ガイシ取締役会長 や、中部経済連合会会長や中部経済同友会代表幹事等を歴任する。従四位勲二等瑞宝章。

## 人物・経歴
1928年東京高等工業学校（現東京工業大学）電気科卒業、日本碍子入社。企画部長を経て、1948年取締役に昇格。1956年常務取締役。1959年専務取締役。1962年取締役副社長。1969年取締役会長。1970年東洋陶器取締役、日本陶器取締役、日本特殊陶業取締役。1971年中部経済同友会代表幹事、中部品質管理協会会長。1975年中部経済連合会会長。1977年日本碍子取締役相談役。1979年勲二等瑞宝章受章。1980年名古屋駐在ブラジル連邦共和国名誉領事。2000年従四位。